# Lúcio Calvêncio Veto Carmínio
Lúcio Calvêncio Veto Carmínio (em latim: Lucius Calventius Vetus Carminius) foi um senador romano nomeado cônsul sufecto para o período de setembro e outubro de 51 com o imperador Cláudio. Entre 44 e 45 foi legado imperial propretor da Lusitânia. Em 52, foi procônsul da África. Teve dois filhos, Lúcio Carmínio Lusitânico, cônsul sufecto em 81, e Sexto Carmínio Veto, cônsul em 83.